# Gorytes foveolatus foveolatus
Gorytes foveolatus foveolatus é uma subespécie de insetos himenópteros, mais especificamente de vespas pertencente à família Crabronidae.
A autoridade científica da subespécie é Handlirsch, tendo sido descrita no ano de 1888.
Trata-se de uma subespécie presente no território português.